# Connaux
Connaux é uma comuna francesa na região administrativa de Occitânia, no departamento de Gard. Estende-se por uma área de 9,58 km², com 1 603 habitantes, segundo os censos de 2008, com uma densidade de 167,3 hab/km².